# In God we trust

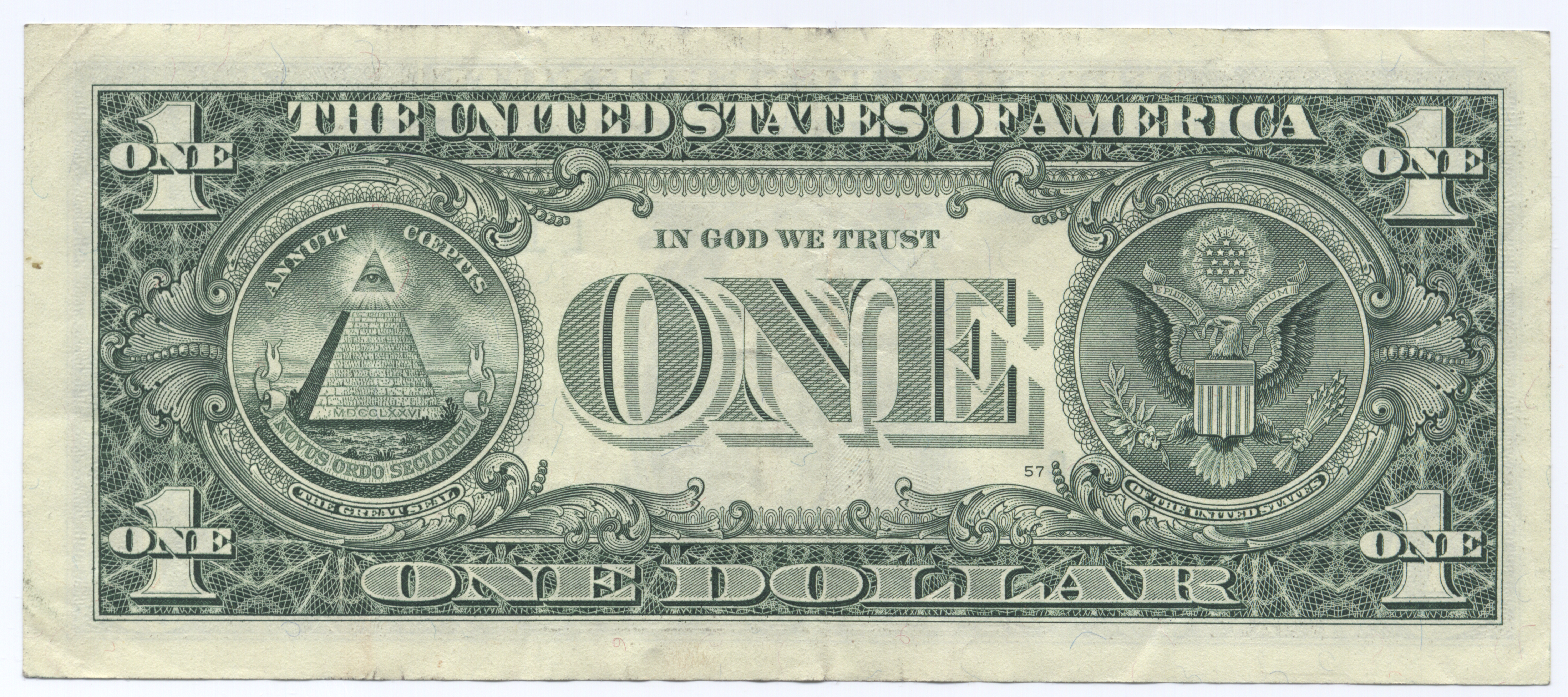
Der Wahlspruch ist auf der Rückseite des 1-Dollar-Scheins zu lesen

In God we trust („Wir vertrauen auf Gott“) ist ein Wahlspruch der Vereinigten Staaten, der 1956 durch eine Deklaration des Kongresses den lateinischen Wahlspruch E pluribus unum („Aus vielen eines“) ergänzte.

## Inhalt
Die Formulierung geht auf eine Zeile in der amerikanischen Nationalhymne The Star-Spangled Banner zurück, in der es heißt: And this be our motto: „In God is our trust.“
Hintergrund dieser Entscheidung war der Kalte Krieg und das Bemühen, die Einigkeit des amerikanischen Volkes gegenüber den „gottlosen Kommunisten“ zu unterstreichen. Initiiert wurde die Deklaration durch den Dixiecrat und Kongressmitglied Charles E. Bennett, einem Mitglied des inneren Führungszirkels des antikommunistisch ausgerichteten christlich-fundamentalistischen Netzwerks International Christian Leadership (ICL), welches eine auf christlicher Grundlage und durch christliche Prinzipien regierte Nation anstrebt.
Weiterhin ist In God we trust das offizielle Motto des US-Bundesstaates Florida.
Ungeachtet der Kontroverse um den Wahlspruch steht das Motto seit dem Jahr 1864 auf dem Münzgeld der Vereinigten Staaten. Der Kongress billigte damals mit dem Coinage Act of 1864 die Ausgabe von Zwei-Cent-Münzen. Später wurde das Motto auch auf andere Münzen geprägt. Verbindlich vorgeschrieben hat das Motto für alle Münzen und Papiergeld das US-Gesetz vom 11. Juli 1955.

## Kontroverse
In God we trust wird in den Vereinigten Staaten kontrovers diskutiert. Der 1. Zusatzartikel zur Verfassung der Vereinigten Staaten schützt die Religionsfreiheit. Ausdruck der negativen Religionsfreiheit ist die Freiheit, an die Nichtexistenz Gottes zu glauben. Nach Ansicht der Kritiker stellt der Gottesbezug in diesem Slogan eine Verletzung dieses Rechtes auf negative Glaubensfreiheit dar. Auch von religiöser Seite wird Kritik geäußert. Präsident Theodore Roosevelt hatte sich bereits während seiner Amtszeit dagegen ausgesprochen, den Namen Gottes auf Geld zu drucken.
In God we trust war Gegenstand erfolgloser Gerichtsverfahren. Zum ersten Mal wurde das Motto im Prozess Aronow v. United States 1970 angegriffen. Aber der United States Court of Appeals for the Ninth Circuit stellte dazu fest, dass die Verwendung des Slogans nur zeremoniellen Charakter habe. Diese Entscheidung wurde später im Verfahren Elk Grove Unified School District v. Newdow zitiert. In diesem Verfahren wurde 2004 der Pledge of Allegiance (Treueschwur) kritisiert. Das Gericht sprach jedoch wieder von ceremonial deism (wörtlich: Zeremonieller Deismus, inhaltlich ist dies ein Fachbegriff aus der US-Rechtssprache und bezeichnet eine formell religiöse Aussage oder Handlung, die jedoch durch langjährige Benutzung als nicht-religiöses Ritual verstanden wird) und wies die Klage zurück.